# Dysdera erythrina
Dysdera erythrina är en spindelart som först beskrevs av Charles Athanase Walckenaer 1802.  Dysdera erythrina ingår i släktet Dysdera och familjen ringögonspindlar.

## Underarter
Arten delas in i följande underarter:
- D. e. fervida
- D. e. lantosquensis
- D. e. provincialis